# Erik Satie
Alfred Erik Leslie-Satie, semnând Erik Satie, (n. 17 mai 1866, Honfleur, Basse-Normandie, Franța – d. 1 iulie 1925, Arcueil, Seine, Franța), a fost un compozitor și pianist francez.

## Viața și opera

### Viață timpurie
Născut dintr-o mamă de origine scoțiană (a murit când el avea 7 ani) și dintr-un tată normand, de profesie agent maritim, Erik Satie își petrece copilăria între Normandia și Paris. În 1870 familia Satie se mută din Honfleur la Paris, unde tatăl obținuse o slujbă de traducător. La moartea mamei sale, în 1872, este trimis să locuiască la bunicii din partea tatălui împreună cu fratele său mai mic, Conrad. Ia primele lecții de muzică de la organistul comunei. Odată cu moartea bunicii în 1878, Erik și Conrad se întorc la tatăl lor în Paris.
Acesta se recăsătorise cu o femeie mai tânără, profesoară de pian. Se convertește la catolicism apoi intră la Conservator în 1879. Considerat fără talent de către profesorii săi, este exclus pentru doi ani și jumătate, iar apoi readmis în 1885. Nereușind să creeze o impresie mai bună profesorilor săi, se hotărăște să se înscrie într-un regiment de infanterie. După câteva săptămâni, înțelegând că armata nu i se potrivește, se expune în mod voluntar la frig și face o congestie pulmonară. Se însănătoșește. În 1887 se stabilește la Montmartre. În această perioadă începe o lungă prietenie cu mai mulți poeți, printre care Stéphane Mallarmé, Paul Verlaine sau poetul romantic Patrice Contamine. Tatăl lui îi publică primele compoziții.

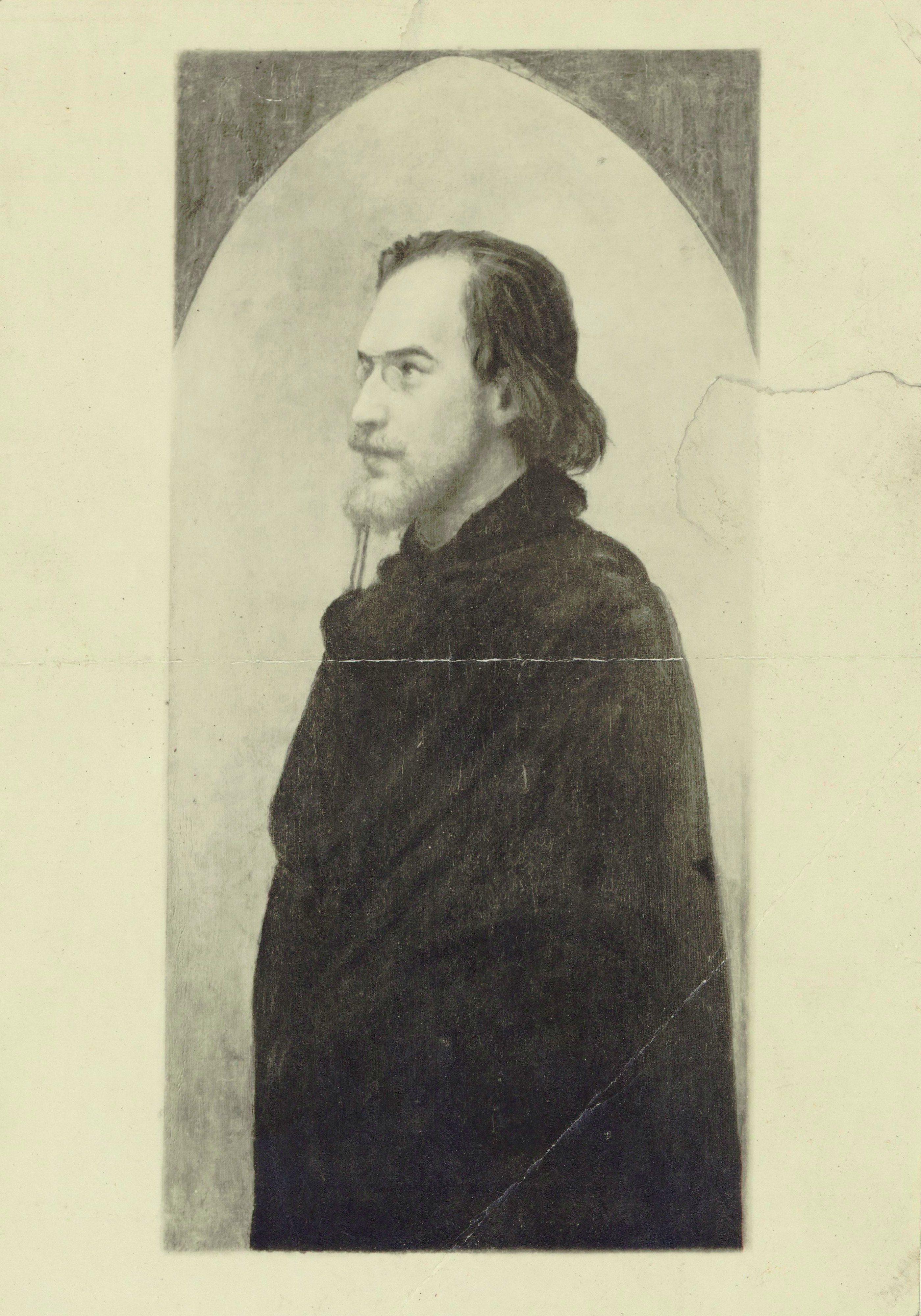
Erik Satie

### Compozitor, misticism
În 1890 se mută pe strada Cortot nr. 6, Montmartre, și frecventează cabaretul Chat noir unde îl întâlnește pe Claude Debussy. În 1881 se alătură „Ordinulului cabalistic al Rozei Cruce”, fondat de „sâr” Joséphin Péladan și Stanislas de Guaita. În calitate de compozitor și capelmaistru scrie muzica de scenă pentru Le Fils des étoiles (Fiul stelelor, 1881), o dramă de Péladan, Trois Sonneries de la Rose+Croix (Trei Sonerii ale Rozei-Cruce, 1891 - 1892) și Prélude de La Porte héroïque (Preludiul porții eroice a cerului, 1894).
Urmându-și înclinația spre misticism, pune bazele unei biserici - Église métropolitaine d’art de Jésus-Conducteur – al cărei singur adept, trezorier, mare preot și redactor al buletinului parohial este el.
La 18 ianuarie 1893 începe o relație cu pictorița Suzanne Valadon. După prima noapte împreună, o cere în căsătorie, care nu se înfăptuiește, dar Valadon se mută pe strada Cortot într-o cameră aproape de Satie. Îi compune Danses Gothiques (Dansuri gotice) iar ea îi face portretul. Șase luni mai târziu, pe 20 iunie, se despart. Sfâșiat de durere și poate pentru a se pedepsi, Satie compune Vexations (Vexații), muzică neîntreruptă, de meditație, care, conform notelor sale, trebuie să repete de 840 de ori o scurtă melodie.
În același an îl cunoaște pe Maurice Ravel. Mai târziu va scrie despre el: 
| “ | Ravel vient de refuser la Légion d'honneur, mais toute sa musique l'accepte. Ravel a refuzat Legiunea de onoare, însă întreaga sa muzică o acceptă. | ” |

În 1895 moștenește o oarecare sumă de bani ce îi va permite să-și tipărească mai multe scrieri și să-și schimbe vestimentația, abandonând stilul preoțesc în favoarea catifelei. Își cumpără un costum de culoarea muștarului în șapte exemplare, pe care îl va purta neîncetat. În Paris devine cunoscut ca fiind un „Velvet Gentleman”. În 1896, terminându-i-se resursele, este obligat să se mute într-o locuință mai ieftină, mai întâi într-o cameră pe strada Cortot, apoi, doi ani mai târziu, în 1897, la Arcueil.

### După 1895
Reia legătura cu fratele său Conrad și renunță la idei religioase la care nu va reveni decât în ultimele luni de viață. Se înscrie la 39 de ani la Schola Cantorum a lui Vincent d’Indy pentru a studia contrapunctul clasic cu Albert Roussel. Tot în acea perioadă devine socialist, colaborează cu Patronajul laic al comunei Arcueil și își schimbă din nou înfățișarea în „funcționar burghez” cu melon, umbrelă, etc.
În 1915 îl cunoaște pe Jean Cocteau alături de care începe să lucreze începând cu 1916. Mai cunoaște și alți cubiști, prin intermediul lui Picasso, cu care va lucra la proiecte ce nu se vor realiza.
Împreună cu Georges Auric, Louis Durey, Arthur Honegger și Germaine Tailleferre, la care se vor alătura Francis Poulenc și Darius Milhaud formează „Grupul celor șase”, din care se va retrage în 1918 fără nicio explicație. În 1919, menține legătura cu Tristan Tzara care îi prezintă alți dadaiști, cum ar fi Francis Picabia, André Derain, Marcel Duchamp, Man Ray. În primele luni ale anului 1922, este de partea lui Tzara în disputa dintre acesta și André Breton, referitor la adevărata natură a artei avangardiste, Erik reușind să mențină relații amicale în ambele tabere.
Moare la spitalul Saint-Joseph ca urmare, se spune, a unei ciroze intenționat neîngrijte. O placă cu numele său a fost așezată pe casa din Montmartre, și de asemenea pe cea din Arcueil. Casa din Honfleur, devenită muzeu, se poate vizita.

## Opere

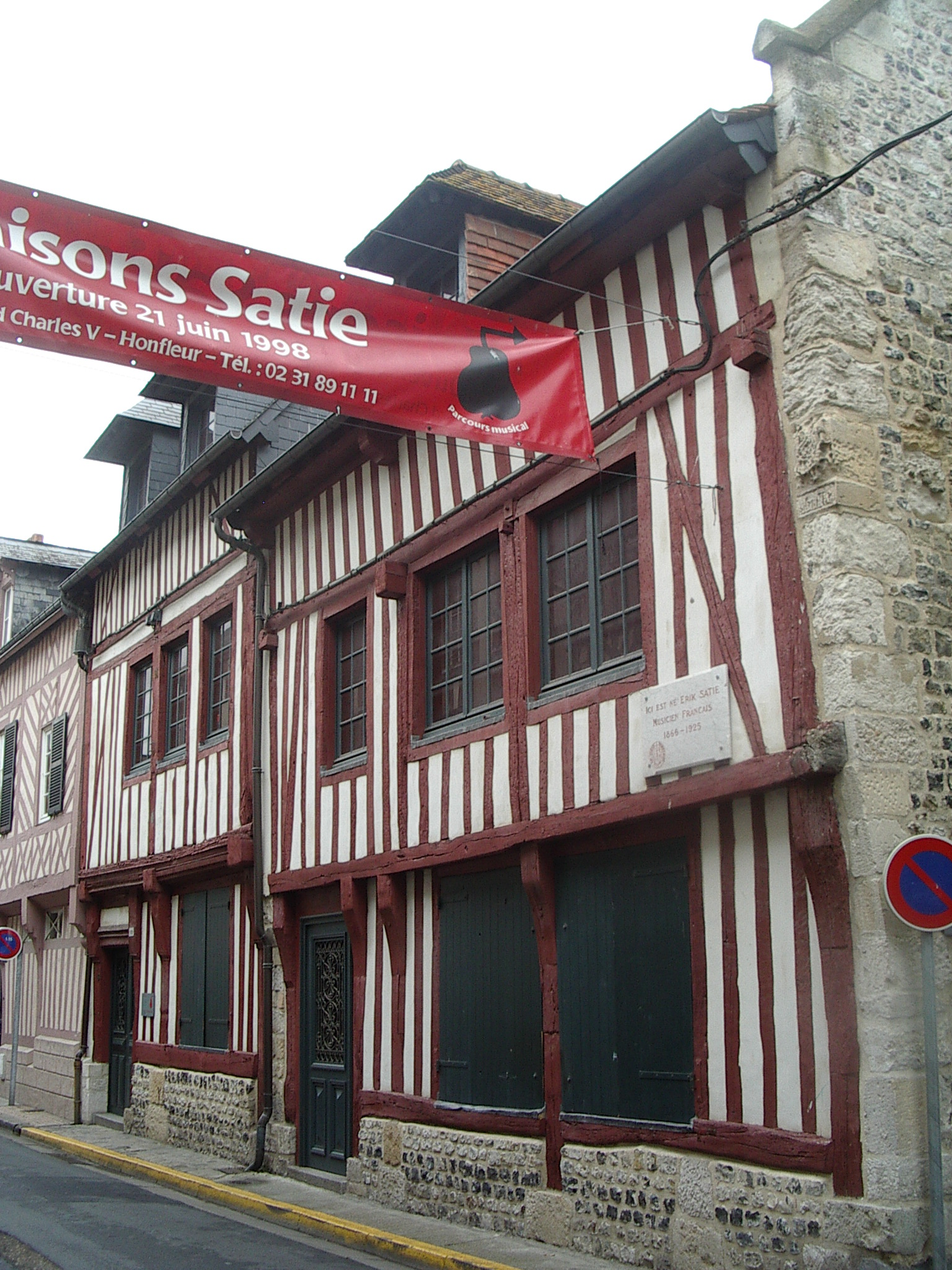
Casa de la Honfleur

### Pian
- Quatre Ogives (1886)
- Trois Sarabandes (1887)
- Trois Gymnopédies (1888)
- Gnossiennes I - VI, VII (prima parte [10] din Les Fils des Etoiles ) (1890-1891)
- Pièces froides (1893)
- Prélude de la porte héroïque du ciel (1894)
- Jack-in-the-box (1899)
- Heures séculaires et instantanées (1914)
- Sports et divertissements (1914)
- Cinq Nocturnes (1919)

### Vocal
- Messe des Pauvres (1895)
- Je te veux (1897)
- Socrate (1918)

### Orchestră
- Parade (1917), balet
- Mercure (1924), balet
- Relâche (1924), balet